# البوسنة الكبرى

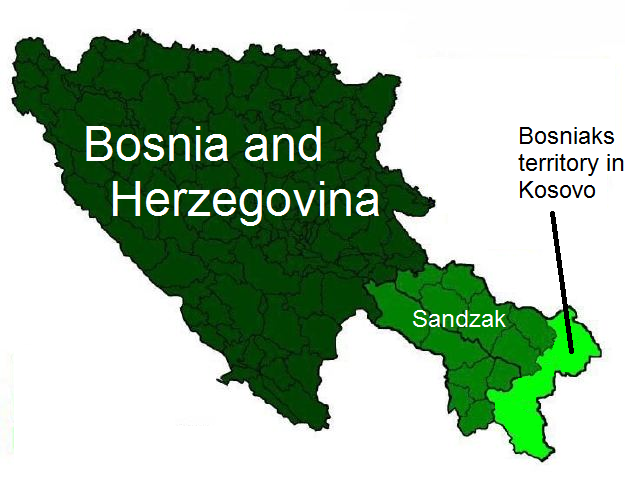
البوسنة الكٌبرى، وتظهر جمهورية البوسنة والهرسك الحالية بالأخضر الغامق، والسنجق بالأخضر، والجزء الجنوبي هو شمال كوسوفو بالأخضر الفاتح.

البوسنة الكُبرى، هو مصطلح يُشير إلى القوميّة البوسنية، بحيث تشمل كل الأراضي التي ينبغي أن تكون عليها الدولة البوسنية بحسب توزيع السكان ذوي الأغلبية البوسنية في منطقة البلقان بجنوب شرق أوروبا. وحدود هذه الدولة الافتراضية تمتد على جزء كبير من منطقة البلقان ويوغوسلافيا السابقة. وتشمل البوسنة والهرسك وإقليم السنجق المقسّم حالياً بين صربيا والجبل الأسود، وكذلك أجزاء من كوسوفو.
أيد دجافر كولينوفيتش، زعيم المنظمة الإسلامية اليوغوسلافية، هذه الفكرة ودعا إلى إنشاء الدولة أثناء الحرب العالمية الثانية، وأن تكون تحت رعاية دولة كرواتيا المستقلة.
اتهم فرانيو تودجمان أول رئيس لكرواتيا، علي عزت بيغوفيتش، أول رئيس للبوسنة والهرسك، بالتآمر مع تركيا لإنشاء دولة أصولية تسمى البوسنة الكبرى، وذلك بعد توطين نصف مليون تركي بالبوسنة لتعزيز نفوذ المسلمين. لذا عارض تودمان استقلال البوسنة في ذلك الوقت، ودعا إلى تقسيم البلاد على أسس عرقية.